# Dietz Tinhof
Dietz Tinhof, eigentlich Dietmar Tinhof (* 1964 in Wien) ist ein österreichischer Tonmeister und Musikproduzent.

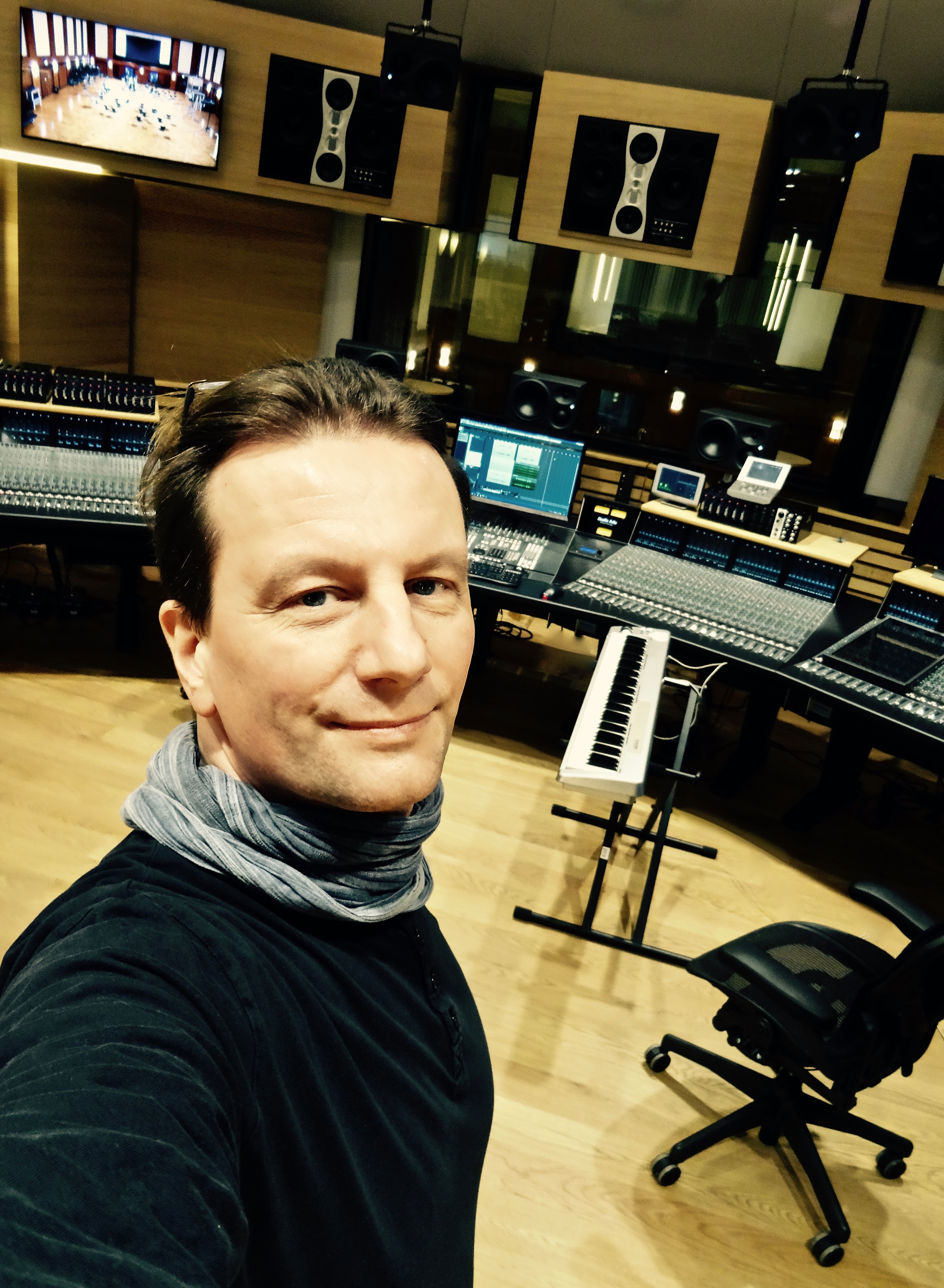
Dietz Tinhof in der Control A der Synchron Stage Vienna

## Leben
Tinhof hat Studien der Tontechnik und der Geografie (Studienzweig Raumordnung und Raumforschung) abgeschlossen. Er arbeitete als selbständiger Tonmeister für Produzenten wie Brian Eno, Thomas Rabitsch, Beat 4 Feet, David Bronner, Alexander Kahr, Georg Gabler, Zare Pak und mit Künstlern wie Falco, Conchita Wurst, Quruli, Siddharta, Count Basic, Hansi Lang, The Slow Club, Opus, dZihan & Kamien, Sofa Surfers, Attwenger, Russkaja, Aphrodelics, Vera, Valerie, Madita, Drahdiwaberl, Krautschädl, Mother’s Cake, jbbg (Jazz Bigband Graz), Marianne Mendt, Hans Theessink, St. Marx und vielen anderen.
Für die Vienna Symphonic Library arbeitet Tinhof außerdem als Entwickler von Audio-Software, v. a. der Vienna MIR Pro.
Im Jahr 2013 war er für den Amadeus Austrian Music Award in der Kategorie Best Sound für das Album Piece of Me von Jeremy Schonfeld nominiert, im Jahr 2018 für das Album Songs I Like von Christoph Pepe Auer, 2019 für das Album From Vienna With Love von Conchita & Wiener Symphoniker. 2023 gewann er in der gleichen Kategorie für den Mix von Teilen des Albums Irgendwas mit 30 von Lemo.
Seit 2022 ist Tinhof im Vorstand der ÖTMV (Österreichische Ton- & Musikgestalter:innenvereinigung, früher Österreichischer Tonmeisterverband).

## Diskografie (Auswahl)
- 1999: Perefun (Pain & Poetry 1) (Breezy Beats Productions) (Mixing)
- 2003: Live In Vienna (Couch Records) (Mixing, Programming)
- 2005: Fakes (Couch Records) (Mixing)
- 2005: Madita (Couch Records) (Mixing)
- 2008: Symphonic Sony BMG Music Entertainment (Austria) (Co-Production, Recording, Programming, Mixing)
- 2008: Falco - Die Königin Von Eschnapur SONY BMG Music Entertainment (Austria) (Writing & Arrangement, Co-Production, Mixing)
- 2011: I've Got a Voice von Nadine Beiler (Editing, Mixing)
- 2011: Oidaah Pumpn Muas's von Trackshittaz (Mixing, Programming)
- 2014: Rise Like A Phoenix ORF Enterprise (Mixing, Programming)
- 2018: Falco - Coming Home: The Tribute (Donauinselfest 2017) SONY BMG Music Entertainment (Austria) (Mixing, Programming)
- 2018: Conchita & Wiener Symphoniker: From Vienna With Love SONY BMG Music Entertainment (Austria) (Mixing, Programming)